# Гавриленко, Капитолина Петровна
Капитолина Петровна Гавриленко (6 июня 1947) — советская и российская театральная актриса, народная артистка России (2004), актриса Новгородского театра драмы имени Ф. М. Достоевского.

## Биография
Родилась 6 июня 1947 года в городе Прокопьевск, Кемеровской области, в РСФСР. 
В 1970 году завершила обучение актёрскому мастерству в Новосибирском театральном училище, у педагога А.А.Малышева.
Сначала стала работать в Новосибирском театре "Красный факел", затем немного поработала в Благовещенском драматическом театре.
В 1972 году переезжает в город Новгород и становится на долгие годы актрисой Новгородского театра драмы им. Достоевского. 

## Награды
- Народная артистка России (18.11.2004).
- Заслуженная артистка России (27.11.1998).

## Работы в театре
Новгородский театр драмы имени Ф. М. Достоевского
- Аделаида - "Школа супружества", О.де Бальзак;
- Александра-жена - "Александр Невский", М.Варфоломеев;
- Аполлинария - "Красавец-мужчина", А.Н.Островский;
- Валентина - "Валентин и Валентина", М.Рощин;
- Галя Четвертак - "А зори здесь тихие", Б.Васильев;
- Дарья Шатова - "Бесы", Ф.М.Достоевский;
- Джульетта - "Ромео и Джульетта", У.Шекспир;
- Екатерина II - "Фаворит", В.Пикуль;
- Ивон - "Трудные родители", Ж.Кокто;
- Лидия Чебоксарова - "Бешеные деньги", А.Н.Островский;
- Люська - "Бег", М.Булгаков;
- Марфа - "Марфа-Посадница", В.Леванов;
- Мирра - "В списках не значился", Б.Васильев;
- Полина - "Доходное место", А.Н.Островский;
- Рамида - "Вадим Новгородский", Я.Б.Княжнин;
- Феня - "Ивушка неплакучая", М.Алексеев.